# Ketoprofen
Ketoprofén je nesteroidna protivnetna učinkovina iz podskupine derivatov propionske kisline, ki ima protibolečinsko, protirevmatično in protivročinsko delovanje.
Deluje tako, da zavira proizvodnjo prostaglandinov v telesu.
Patentirali so ga leta 1967, za uporabo pri ljudeh pa so ga odobrili leta 1980.

## Medicinska uporaba
Ketoprofen se pogosto uporablja za lajšanje bolečin, ki so posledica vnetja pri artritisu, ali zobobola, ki ga spremlja tudi vnetje dlesni.
Obliži s ketoprofenom se uporabljajo topično za lajšanje bolečine v mišicah ali kosteh.
Za lajšanje bolečin, na primer nevralgij (»živčnih bolečin«), kot sta išias ali postherpetična nevralgija, ali prenesene bolečine pri radikulopatiji, se uporablja ketoprofen tudi v obliki farmacevtskih oblik za kožo, kot so kreme, mazila, tekočine, pršila ali geli; lahko v kombinaciji z drugimi učinkovinami, na primer ketaminom ali lidokainom.

### Učinkovitost
Sistematični pregled člankov iz leta 2013 je pokazal, da je ketoprofen pri lajšanju zmerne do hude bolečine in izboljašnju funkcionalnosti učinkovitejši kot ibuprofen ali diklofenak, medtem ko je Cochranov sistematični pregled kliničnih raziskav iz leta 2017 pokazal, da je peroralna uporaba enega odmerka ketoprofena za lajšanje pooperativne akutne zmerne do hude bolečine enako učinkovita kot uporaba ibuprofena ali diklofenaka.
O učinkovitosti ketoprofena ob topični uporabi obstajajo dokazi pri lajšanju bolečin zaradi osteoartritisa, ne pa tudi za druge vrste bolečin mišičja ali kosti.

## Součinkovanje z drugimi zdravili
Ketoprofen se ne sme uporabljati skupaj z drugimi zdravili iz skupine nesteroidnih protivnetnih zdravil ali s kortikosteoidi, saj se ob tem poveča tveganje za pojav razjed na prebavilih. Pri sočasni uporabi z drugimi zdravili, ki zavirajo strjevanje krvi, je potrebna previdnost.
Z namenom zaščite prebavil se pogosto uporablja skupaj z omeprazolom, sukralfatom ali cimetidinom. 

## Mehanizem delovanja
Ketoprofen deluje protivročinsko, protivnetno in protibolečinsko zaradi reverzibilnega zaviranja encimov ciklooksigenaza 1 in 2 (COX-1 in COX-2), s čimer se zmanjša proizvodnja provnetnih prostaglandinskih predhodnikov.

## Uporaba v veterini
Ketoprofen se kot protivnetno zdravilo pogosto uporablja pri konjih, predvsem za lajšanje mišično-kostnih bolečin, težav s sklepi in pri poškodbah mehkih tkiv ter tudi pri laminitisu. Uporablja s tudi za znižanje povišane telesne temperature in preprečevanje 
Pri konjih se daje tudi intravensko.